# 槲树
槲树（学名：Quercus dentata）为壳斗科栎属的植物。

## 形态
落叶乔木，高达25米；小枝粗；倒卵形叶子较大互生，长10－20厘米，每边各有4－9个波状缺齿，下面密生星状毛；初夏开花，单性同株；圆卵形坚果，壳斗外被红褐色柔软披针形的苞片。

## 分布
分布在朝鲜、台湾、日本以及中国的贵州、吉林、河北、河南、云南、四川、山西、辽宁、山东、安徽、陕西、甘肃、浙江、湖南、江苏、湖北、黑龙江等地，生长于海拔50米至2,700米的地区，常生于杂木林和松林中，目前尚未由人工引种栽培。

## 别名
柞栎（中国高等植物图鉴） 波罗栎（中国树木志） 波罗叶

## 异名
- Quercus dentata Thunb. f. grandifolia (Koidzumi) Kitagawa
- Quercus dentata Thunb. var. oxyloba Franch.

## 外部連結
- World Conservation Monitoring Centre. . The IUCN Red List of Threatened Species (IUCN). 1998, 1998: e.T31294A9617239. doi:10.2305/IUCN.UK.1998.RLTS.T31294A9617239.en.
- line drawing, Flora of China Illustrations vol. 4, fig. 360, 1  （页面存档备份，存于）